# Фатос Конголи
Фатос Конголи (алб. Fatos Kongoli; Елбасан, 12. јануар 1944) је албански писац.

## Биографија
Конголи је рођен и одрастао у Елбасану и студирао је у средњој школи Кемал Стафа у Тирани, Албанија. Студирао је математику на универзитету у Кини током кинеско-албанског раскола. У доба комунизма у Албанији је био запослен као математичар и није објавио ниједно веће дело.

## Књижевни рад
Први велики роман Фатоса Канголија I humburi (Губитник), (Тирана 1992; енглеско издање, 2007), смештен је у март 1991. године, а приказује бившег студента, Тесара Кумија, који размишља о свом животу у хоџаистичкој Албанији и размишља о узалудности борбе против комунизма и тоталне комунистичке борбе. Први пут је објављен 1992. године, у 10.000 примерака, што је релативно велики број, и наишао је на успех међу албанском читалачком публиком.
Међу наредним Конголијевим романима су: Kufoma (Леш) 1994, који је разрадио теме његовог првог романа; Dragoi i fildishtë (Змај од слоноваче), 1999, који се првенствено фокусира на живот албанског студента у Кини 1960-их; и Lëkura e qenit (Пасја кожа) 2003, љубавна прича која истиче заборављену љубав.
Конголијеви романи су превођени на француски, немачки, италијански, грчки, есперанто, шпански и словачки.

### Избор
- I humburi (Губитник), 1992.
- Kufoma (Леш), 1994.
- Dragoi i fildishtë (Змај од слоноваче), 1999.
- Lëkura e qenit (Пасја кожа), 2003.